# Nornik alpejski
Nornik alpejski (Microtus multiplex) – gatunek ssaka z podrodziny karczowników (Arvicolinae) w obrębie rodziny chomikowatych (Cricetidae).

## Zasięg występowania
Nornik alpejski występuje w zachodnich Alpach i północno-zachodnich Apeninach w południowo-wschodniej Francji, południowej Szwajcarii i północno-zachodnich Włoszech.

## Taksonomia
Gatunek po raz pierwszy zgodnie z zasadami nazewnictwa binominalnego opisał w 1905 roku szwajcarski zoolog Victor Fatio nadając mu nazwę Arvicola multiplex. Holotyp pochodził z obszaru w pobliżu Lugano, w kantonie Ticino, w Szwajcarii. 
M. multiplex należy do podrodzaju Terricola i grupy gatunkowej multiplex. Najbliżej spokrewniony jest z nornikiem bawarskim (M. bavaricus) i nornikiem dynarskim (M. liechtensteini), który był wcześniej zaliczany do gatunku M. multiplex. M. liechtensteini i M. multiplex mają różną liczbę diploidalną (2n = 46 u liechtensteini i 2n = 48 u multiplex) i różne markery molekularne. Ich rozmieszczenie pokrywa się w ograniczonym stopniu, a w strefie specjacji parapatrycznej znaleziono naturalnego mieszańca. Należy do grupy gatunków pokrewnych nornikowi darniowemu (Microtus subterraneus) lub, według części autorów, do oddzielnej. Populacje na zachodniej granicy zasięgu, we Francji i dolinie Renu są klasyfikowane jako podgatunek M. m. niethammeri; inny wymarły podgatunek M. m. vuillemeyi znany jest z plejstocenu wschodniej Francji. Autorzy Illustrated Checklist of the Mammals of the World uznają ten takson za gatunek monotypowy.

### Etymologia
- Microtus: gr. μικρος mikros „mały”; ους ous, ωτος ōtos „ucho”[13].
- multiplex: łac. multiplex, multiplicis „mający wiele fałdów”[14].

## Morfologia
Długość ciała (bez ogona) 90–110 mm, długość ogona 40–44 mm; masa ciała 19–29 g. 

## Biologia
Zwierzęta te występują w południowej części Alp, od południowo-zachodniej Francji przez Szwajcarię po północne Włochy, gdzie spotykane są także w Apeninach Północnych. Występują od poziomu morza do 2800 m n.p.m., na pastwiskach, łąkach i otwartych obszarach śródleśnych, gęsto pokrytych roślinami zielnymi. W wysokich górach nornik alpejski spotykany jest w kosodrzewinie, na nizinach kryje się w winnicach i żywopłotach. Żywi się bulwami i korzeniami, zjada też trawy. W Szwajcarii średnia liczebność miotu to 2,7.

## Populacja
Nornik alpejski jest uznawany za gatunek najmniejszej troski. Nie są znane zagrożenia dla gatunku, populacja jest stabilna, lokalnie liczna, osiągając gęstość do 100 osobników na hektar w południowej Francji. Niekiedy bywa uznawany za szkodnika.